# Anhalt-Mühlingen
Il Principato di Anhalt-Mühlingen era uno stato membro del Sacro Romano Impero. Venne creato nel 1667 a seguito della morte del Principe Giovanni VI di Anhalt-Zerbst e la partizione del suo principato con la creazione dell'Anhalt-Mühlingen e dell'Anhalt-Dornburg per i figli più giovani del Principe Giovanni. Vi fu un solo principe di Anhalt-Mühlingen, Antonio Günther il quale lasciò una sola figlia femmina come erede e, alla sua morte, nel 1714, la linea di Anhalt-Mühlingen si estinse e i suoi possedimenti vennero accorpati a quelli della casata principale.

## Principi di Anhalt-Dornburg (1667–1714)
- Antonio Günther 1667–1714